# Radio Capital TiVù

Il monoscopio di Radio Capital TV

Radio Capital TiVù è una web TV musicale disponibile sul sito di Radio Capital. Nato il 9 agosto 2011 come canale del digitale terrestre, attualmente è visibile gratuitamente sul sito web della radio. Come accade per l'omonima radio, la programmazione è costituita da classici della musica degli anni settanta-ottanta-novanta. Ha sede a Roma in via Benozzo Gozzoli, 8. Il produttore del canale è Gianluca Costella.

## Storia
Il canale ha esordito il 9 agosto 2011 sull'LCN 158. Per i primi tempi è andato in onda un semplice monoscopio, successivamente sostituito da una rotazione di brevi spezzoni di videoclip.
Le trasmissioni ufficiali del canale sono partite l'11 novembre 2011; simbolicamente, la programmazione è stata fatta partire esattamente alle ore 11:11. In quel giorno, le trasmissioni del canale furono sincronizzate con quelle di Radio Capital. Il primo video musicale ad essere stato trasmesso è stato Money dei Pink Floyd.
Dal 1º agosto 2012 è presente anche su Sky Italia al canale 713, trasmesso in modalità FTV.
Dal 20 dicembre 2012, il canale si sposta sull'LCN 69, andando a sostituire Vintage!, un canale dalla programmazione molto simile a Radio Capital TiVù, e che serviva ad occupare temporaneamente la LCN dopo la chiusura di Virgin Radio TV, avvenuta il 31 luglio 2012.
La versione sull'LCN 158, alla quale nel frattempo era stata aggiunta la dicitura PROVVISORIO all'identificativo del canale, è rimasta visibile fino al 26 marzo 2013, giorno in cui è stata sostituita da m2o TV.
Il 7 gennaio 2016, sul digitale terrestre si trasferisce sull'LCN 162, scambiandosi il posto con Onda Italiana (canale nato il 28 dicembre 2015 per sostituire Onda Latina).
Dal 1º ottobre 2016 Radio Capital TiVù ha lasciato il digitale terrestre ed ha trasmesso in esclusiva su Sky al canale 713 e in streaming sul sito. L'ultimo videoclip trasmesso sul digitale terrestre prima della chiusura è stato quello di We Are Family delle Sister Sledge.
Dal 1º gennaio 2019 Radio Capital TiVù ha lasciato Sky ed è disponibile unicamente in streaming sul sito della radio.

## Ascolti

### Share 24h* di Radio Capital TiVù[5]
|      | Gennaio | Febbraio | Marzo | Aprile | Maggio | Giugno | Luglio | Agosto | Settembre | Ottobre | Novembre | Dicembre | Media anno |
| ---- | ------- | -------- | ----- | ------ | ------ | ------ | ------ | ------ | --------- | ------- | -------- | -------- | ---------- |
| 2012 |         |          |       |        |        |        |        |        | 0,02%     | 0,03%   | 0,03%    | 0,04%    |            |
| 2013 | 0,05%   | 0,05%    | 0,05% | 0,04%  | 0,04%  | 0,05%  | 0,05%  | 0,06%  | 0,04%     | 0,04%   | 0,04%    | 0,05%    |            |
| 2014 | 0,05%   | 0,04%    | 0,04% | 0,05%  | 0,05%  | 0,06%  | 0,08%  | 0,08%  | 0,08%     | 0,07%   | 0,05%    | 0,05%    |            |
| 2015 | 0,04%   | 0,03%    | 0,03% | 0,04%  | 0,03%  | 0,04%  | 0,04%  | 0,04%  | n.r.      | n.r.    | n.r.     | n.r.     |            |

*Giorno medio mensile su target individui 4+